# 규제 완화

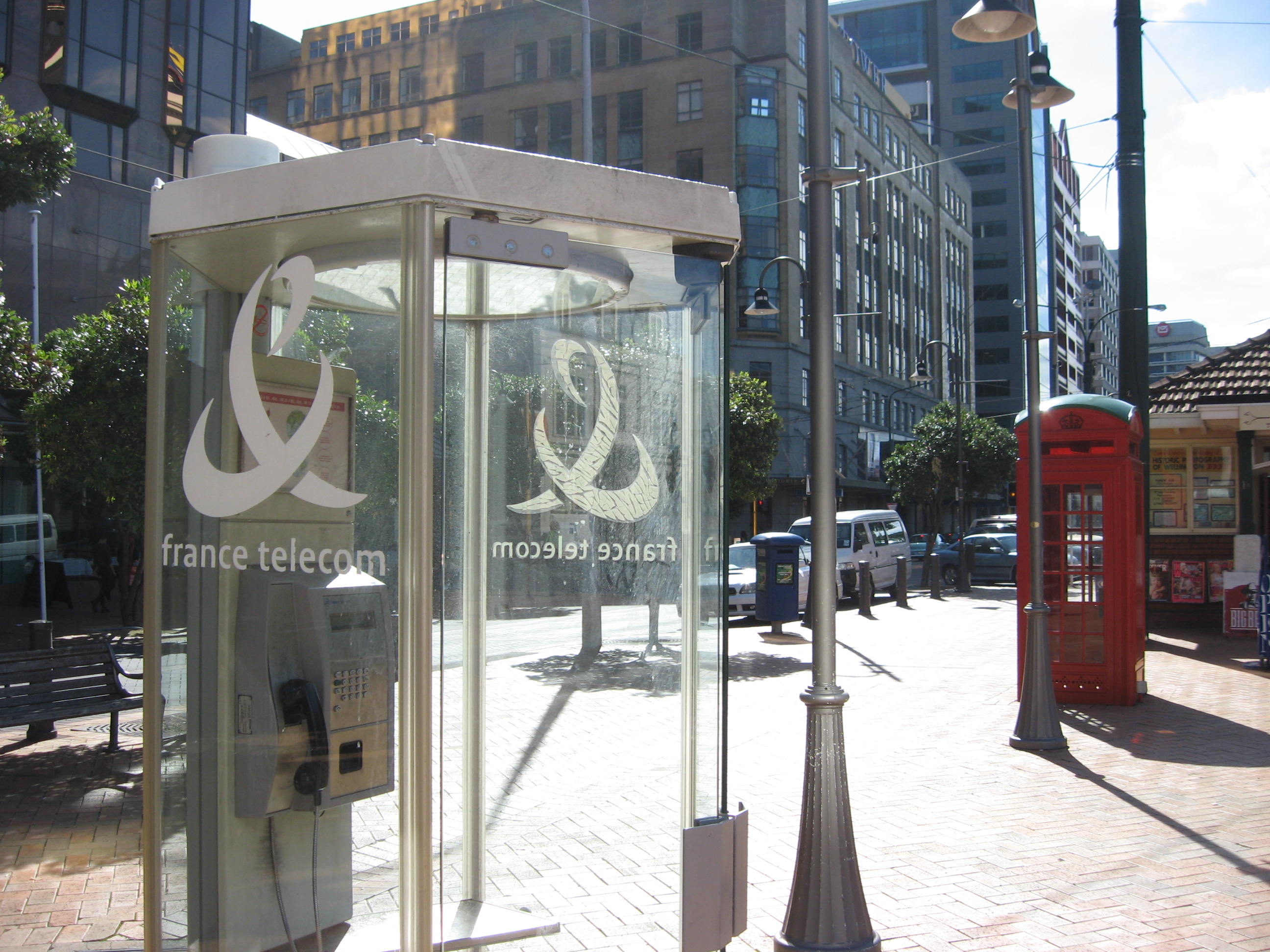
뉴질랜드의 통신 규제 완화로 인해 프랑스 텔레콤(France Télécom, 현 오랑주)은 2000년대 웰링턴과 뉴질랜드 전역에 전화 부스를 운영했다.

규제 완화(deregulation)는 일반적으로 경제 분야에서 국가 규제를 제거하거나 줄이는 과정이다. 정부의 경제 규제를 폐지하는 것이다. 이는 1970년대와 1980년대 선진 산업 경제에서 일반화되었다. 이는 정부 규제의 비효율성과 규제 기관이 규제 대상 산업에 의해 자신의 이익을 위해 통제되어 소비자, 그리고 더 넓은 경제에게 피해를 줄 위험에 대한 경제적 사고의 새로운 경향의 결과이다. 기업 학대, 안전하지 않은 아동 노동, 독점, 환경 오염과 같은 외부 효과를 제한하고 호황과 불황의 순환을 완화하기 위해 진보적인 개혁이 필요하다고 주장했던 도금 시대(Gilded Age) 동안 경제 규제가 추진되었다. 1970년대 후반부터 이러한 개혁은 경제성장에 부담이 된다고 판단되어 신자유주의를 옹호하는 많은 정치인들이 규제완화를 추진하기 시작했다.
규제 완화에 대해 명시된 이론적 근거는 규제가 줄어들고 단순해지면 경쟁력 수준이 높아져 생산성이 높아지고 효율성이 향상되며 가격이 전반적으로 낮아진다는 것이다. 규제 철폐에 대한 반대에는 환경 오염 및 환경 품질 기준(예: 유해 물질에 대한 규제 철폐)에 대한 우려, 재정적 불확실성, 독점 제한 등이 포함될 수 있다.
규제개혁은 규제완화와 병행하는 발전이다. 규제 개혁은 규제를 최소화하고 단순화하며 비용 효율성을 높이기 위해 규제를 검토하는 체계적이고 지속적인 프로그램을 의미한다. 1980년 규제유연성법(Regulatory Flexibility Act)에 힘입어 이러한 노력은 미국 관리예산국(Office of Management and Budget)의 정보규제업무국(Office of Information and Regulatory Affairs)과 영국의 규제개선위원회(Better Regulator Commission)에서 구체화되었다. 비용 편익 분석은 이러한 검토에 자주 사용된다. 또한 배출권 거래제와 같이 경제학자들이 일반적으로 제안하는 규제 혁신도 있었다.
규제 완화는 국유 기업을 민간 부문으로 이전하는 민영화와 구별될 수 있다.

## 같이 보기
- 경제적 자유주의
- 기업환경평가
- 정치경제학
- 규제 개혁